# X Marks the Pedwalk
X Marks the Pedwalk (a volte scritto X-Marks the Pedwalk) furono un gruppo tedesco, il cui stile musicale spaziava dalla post-industrial dance all'electronic body music. Il gruppo ebbe una considerevole influenza nella storia della musica elettronica, in quanto erano una delle band più popolari del tempo e del suo genere, della ormai defunta etichetta discografica tedesca, Zoth Ommog.
Il nome del gruppo, X Marks the Pedwalk, è tratto da una storia di Fritz Leiber, della quale vi è menzione anche nel libro di Stephen King Danse macabre.
Fin dalla loro formazione, i membri degli X Marks the Pedwalk, hanno assunto degli pseudonimi. André Schmechta era conosciuto come, Sevren Ni-ARB, il cui significato è, tradotto dalla lingua inglese, "nervi del cervello", ma scritto al contrario. Il fratello Thorsten ha assunto lo pseudonimo di Raive Yarx, ossia, "X-Ray" scritto al contrario. Tra i primi membri,  Jörg Böhme ha assunto lo pseudonimo, Regan ERACS , Regan è il nome del bambino posseduto nel film, l'esorcista, mentre la parola, ERACS è il contrario della parola inglese, "scare" , "paura", in italiano. Poiché Stefanie Eckmann Schmechta, studiava spagnolo, ha scelto come pseudonimo il nome, Estefania.

## Storia
Il gruppo venne fondato nel 1987 da André Schmechta, alias Sevren Ni-Arb. Musicista di formazione classica si interessò, fin dalla sua tenera età, ai sintetizzatori, fino a quando fu in grado di comprarsi, all'età di 16 anni, il suo primo pianoforte. A quel tempo, influenzato dagli stili musicali degli Skinny Puppy, Kraftwerk, e DAF, Schmechta creò gli Scarecrow, insieme al suo compagno di scuola, Jörg Böhme, alias Regan Eracs.
Poco dopo aver pubblicato il primo singolo nel 1988, Black Door, ai membri degli Scarecrow fu proposto un contratto con la casa discografica tedesca di DJ Talla 2XLC, chiamata Zoth Ommog. Dopo la firma, il gruppo, in linea con il progetto della casa discografica, cambia nome : X Marks the Pedwalk.
Dopo la pubblicazione del primo album, Freaks, e poi del singolo, Cenotaph, nel 1992, Böhme lascia la band, così Schmechta lo sostituì con il fratello, Thorsten Schmechta, alias  Raive Yarx.
A quel tempo, Schmechta decise di concentrare la propria carriera di musicista solo sulla musica, creando i T.G.I.F. Studios. Tuttavia l'arrivo di un nuovo membro, non cambiò drasticamente il loro stile musicale, fino alla realizzazione dei lavori, del 1995, dei due fratelli Schmechta: Human Desolation, The Killing Had Begun, e del singolo, Facer, lavori che videro la combinazione della Techno-Dance e del Crossover-Industrial con elementi EBM". Gli ultimi due album degli X Marks the Pedwalk, Meshwork e Drawback, ricevettero critiche favorevoli da molti fan europei, e, grazie alla Metropolis Records, anche in Nord America.
Attualmente, André Schmechta si sta concentrando sul proprio lavoro e sulla famiglia.  Si è sposato con Stefanie Eckmann, voce degli X Marks the Pedwalk con il nome di Estefania, e ha due figli: Lennard Christian e Luis Maximilian.

### Live
Il primo concerto del gruppo fu tenuto a Wiesbaden, in Germania, il 16 dicembre, 1989, come band d'apertura per i musicisti industrial, Vomito Negro. La maggior parte del materiale live di quel periodo viene dal loro singolo, Arbitrary Execution, e dal disco uscito, quando la band si chiamava, Scarecrow, Black Door.
Il loro primo tour in Germania iniziò dopo la pubblicazione di Freaks, con un ulteriore concerto tenuto a Budapest, Ungheria. A tre concerti successivi attraverso la Germania, seguì la pubblicazione di, Cenotaph, Human Desolation, e The Killing Had Begun. Con poche eccezioni tutti questi tour si fecero in Germania.
Gli X Marks the Pedwalk poteva considarsi una band fluida, ossia una banda composta da due membri, che, a turno, non suonavano mai tutti assieme, ma si avvalevano del DAT playback, il tutto completato da un live overdubs, drum-effects, lead-melodies, e atmospheres. , e André Schmechta alla voce. Estefania non appare nei lavori degli X Marks the Pedwalk fino a The Killing Had Begun, e non ha mai partecipato a concerti live del gruppo. Nel 2004, il gruppo ricevette richieste per suonare live, ma André Schmechta disse che al momento era impossibile pensare ad un tour". 

### Progetti collaterali
Durante il periodo dei X Marks the Pedwalk, André Schemchta fu protagonista di performance e progetti paralleli come creativo nella realizzazione di un sound differente dal tradizionale sound degli X Marks the Pedwalk. Qui sotto una lista dei progetti a cui ha partecipato.
- PAX : progetto creato dalla collaborazione tra André Schemchta ed Heiko Daniel. Schmechta, che stava producendo un album per Daniel, sentì che la loro relazione aveva qualcosa di "affascinante, semplice, emozionale e appariscente."  Da questa collaborazione sono nati due album ed un EP.
- Ringtailed Snorter : è un progetto esclusivo di André Schemchta. La prima canzone fu scritta come tributo ad un amico deceduto. il sound degli Ringtailed Snorter differisce dal tipico sound degli X Marks the Pedwalk nell'uso di strutture pulite per lasciare più spazio nelle menti dell'audience [non chiaro]."
- Hyperdex-1-Sect : progetto realizzato in collaborazione tra André, Stefanie Schemchta e Jonathan Sharp, del progetto New Mind. La loro pubblicazione contiene remix dei brani degli X Marks the Pedwalk, dei New Mind, e un remix fatto da cEvin Key, dei Download.
- U-Tek : vede l'unione di Alexis Schaar[4] e André Schemchta per formare un progetto che combinava lo stile Club Dance di Alexis con lo stile EBM di Schmechta. Il secondo progetto del duo, A-Head si focalizza meno su tale combinazione, e più sulla creazione di una musica elettronica alternativa.
- Deluga : è un progetto darkwave di Thorsten Schmechta, Stefanie Schmechta, e Falk Aupers. Non andò mai oltre il primo demo.

Alcuni progetti includono quelli con la moglie Stefanie, Viviane e Polyxena, l'ultimo anche con Heiko Daniel, e Lighthouse con l'amico Bernd Schöler.

### Cronologia
- 1969 - Nasce André Schmechta.
- 1969 - Nasce Stefanie Eckmann.
- 1971 - Nasce Thorsten Schmechta.
- 1987 - Il gruppo, X Marks the Pedwalk si forma prima con il nome di Scarecrow, e con i membri iniziali di André Schmechta e Jörg Böhme.
- 1988 - Gli Scarecrow pubblicano il loro primo singolo, Black Door. Gli Scarecrow firmano per la Zoth Ommog records, cambiando il nome in X Marks the Pedwalk.
- 1989 - Viene pubblicato il singolo, Arbitrary Execution. Gli X Marks the Pedwalk suonano al primo concerto live.
- 1990 - Esce il singolo, Danger/Disease Control.
- 1991 - Esce il singolo Abattoir.
- 1992 - Esce il primo album, Freaks, seguito dal singolo, Cenotaph.
- 1992 - Jörg Böhme lascia la band ed viene sostituito con Thorsten Schmechta. André Schmechta crea gli T.G.I.F. studios.
- 1993 - Viene pubblicato, The Trap, seguito dal secondo album, Human Desolation. Viene pubblicato anche il singolo, Paranoid Illusions.
- 1994 - Esce il terzo CD, The Killing Had Begun, seguito da una collezione intitolata, Airbacktrax. Fa la sua prima apparizione, Stefanie Eckmann.
- 1995 - Viene pubblicato in Europa, Facer. Per la Cleopatra Records esce la collezione, Four Fit. Viene pubblicato il quinto album, Meshwork.
- 1996 - Gli X Marks the Pedwalk pubblicano l'ultimo album, Drawback.
- 1998 - André Schmechta chiude la carriera e vende gli T.G.I.F. studios. La Metropolis Records pubblica la collezione, Retrospective.
- 2003 - Gli X Marks the Pedwalk fanno una breve apparizione su Dying Culture Records con una collezione di 2CD Experiences, contribuendo con due pezzi all'uscita, Bloom e Hothead.
- 2004 - André Schmechta si incontra con l'ex produttore dei X Marks the Pedwalk, Alexis Schaar, conosciuto anche come A-Head and U-Tek nello studio di Amburgo per una piccola sessione di registrazione.

## Filosofia e stile
Gli X Marks the Pedwalk furono ispirati, alla fine degli anni ottanta dagli Electronic body music, i cui membri cercavano di creare un suono unico e originale. I primi X Marks the Pedwalk erano spesso messi a confronto agli Skinny Puppy. Front Page, rivista del settore, intitola un articolo sugli X Marks the Pedwalk, "Die Deutschen Skinny Puppy?!" . Più tardi, tuttavia, man mano che il loro stile progrediva, si trovarono a confrontarsi con altre band. Secondo André Schmechta, "Il concetto e i temi per i testi del nostro gruppo sono stati influenzati dall'idea di illuminare la parte oscura della psiche umana ...".  Sebbene ciò possa considerarsi vero, il gruppo ebbe maggior seguito proprio dei fans gothic e industrial music, il cui stile è strettamente associato alla cultura dark. Lo stile degli X Marks the Pedwalk non è solo comparabile allo stile degli Skinny Puppy, ma anche con i Leæther Strip, Evil's Toy, Armageddon Dildos, Spahn Ranch, Mentallo & The Fixer, Birmingham 6, e Funker Vogt.

## Formazione
- Sevren Ni-arb (nato André Schmechta, 13 maggio, 1969): Fondatore, scrittore dei testi, cantante, produttore, e ingegnere.
- Regan Eracs (nato Jörge Böhme): membro iniziale di X Marks the Pedwalk, dal 1988 al 1992.
- Raive Yarx (nato Thorsten Schmechta, 14 giugno, 1971): Concetti, strutture, ed elettronica. Ne divenne membro nel 1992.
- Estefania (Stefanie Schmechta nata Eckmann, 21 marzo, 1969): seconda cantante, debutta nell'album, The Killing Had Begun.

## Strumentazione
Nel 1992, André Schmechta creo gli T.G.I.F. studios, registrando non solo per il proprio gruppo, ma anche per altri artisti come gli Armageddon Dildos, anche loro sotto contratto con gli Zoth Ommog, tra cui gli Evil's Toy. Tra gli altri gli T.G.I.F studios furono progettati specificatamente per creare musica elettronica ed industrial. Qui di seguito una lista del materiale hardware usato negli studi da Schmechta 
- Tascam M3700 analog mixing console
- Tannoy e Yamaha loudspeakers
- Akai S3000, S1100, S1000, S-950 samplers
- E-mu Systems Emax sampler, Vintage Keys / Procussion [sic]
- Clavia Nord Rack virtual analog synthesizer
- Roland JD-800, JD-900, JX-8P synthesizers, TR-808 drum machine
- Korg MS-20, Prophecy, Poly-800 synthesizers
- Yamaha CS-1X synthesizer
- Oberheim Matrix-6 and Matrix-1000 synthesizers
- Quasimidi Quasar synthesizer
- Novation Bass-Station synthesizer
- Doepfer MS-404 analog synthesizer
- Ensoniq SQR-Plus synthesizer
- Waldorf Microwave wavetable synthesizer
- Personal computer Atari e Apple Macintosh

## Discografia

### Singoli
- 1988 - Black Door
- 1989 - Arbitrary Execution
- 1990 - Danger/Disease Control
- 1991 - Abattoir
- 1992 - Cenotaph
- 1993 - The Trap
- 1993 - Paranoid Illusions
- 1994 - Facer

### Album in studio
- 1992 - Freaks
- 1993 - Human Desolation
- 1994 - The Killing Had Begun
- 1995 - Meshwork
- 1996 - Drawback

### Raccolte
- 1994 - Airbacktrax
- 1995 - Four Fit (The Singles Part Two)
- 1998 - Retrospective
- 2003 - Experiences

### Remix
- "Dear God (Remix)", from the album Morbid Mind by Evil's Toy.
- "Dear God (X Marks the Pedwalk Remix)", from the album Morbid Mind and the EP Dear God Remix by Evil's Toy.
- "Industrial Love (Nuclear Winter)", from the remix album Industrial Love/Prediction by In Strict Confidence.
- "Industrial Love (X Marks the Pedwalk Remix)", from the limited version of the album Face the Fear by In Strict Confidence.
- "Mind (X Marks the Pedwalk Remix)" and "Death is Not the End (X Marks the Pedwalk Remix)" from Hyperdex-1-Sect's album Metachrome.
- "Deep (S.A.R. Remix)" from the Deep maxi-single by Steril.
- "Schmutz (Bad Man Remix)" from the Schmutz maxi-single by ECO.